# Tartufo (settimanale)
Tartufo. Satirico del venerdì è stato un settimanale satirico pubblicato in Italia fra il 1950 e il 1952.

## Storia
Il settimanale comincia le pubblicazioni il 29 dicembre 1950 e conclude le pubblicazioni con il numero 45 del 6 dicembre 1952. Fino al numero 10 del 9 marzo 1951 del secondo anno di pubblicazione, il sottotitolo è satirico del venerdì. A decorrere dal numero 11 del 17 marzo 1951 del secondo anno di pubblicazione, il sottotitolo varia in settimanale satirico. Il luogo di pubblicazione è Salerno e l'editore  è Giovanni Di Giacomo. Il direttore responsabile è Mario Parrilli, il condirettore è Franco de Ippolitis, il vicedirettore artistico è Gabriele D'Alma, il redattore capo responsabile è Ciro Annunziato, l'amministratore è Giovanni Di Giacomo. Dal numero 24 del 14 giugno 1952 del terzo anno di pubblicazione, il direttore responsabile sarà Franco de Ippolitis. Il Tartufo ha avuto redazioni a Roma, Napoli e Salerno.

## Struttura
Il giornale è composto di quattro pagine, raramente di sei pagine. Il settimanale si apre con una vignetta che dà il benvenuto alla pace.   
In alto, alla sinistra del nome della rivista ricorre sempre lo stesso monito "Contro i falsi devoti di tutte le fedi" e alla destra del nome della rivista, è presente una vignetta che differisce da fascicolo a fascicolo. I personaggi che dialogo sono: Tartufo e un personaggio della commedia di Molière. Dal numero 10 del 9 marzo 1951 del secondo anno di pubblicazione, l'interlocutore di Tartufo sarà un uomo politico contemporaneo (Tupini, De Gasperi, Togliatti, Barassi, Eisenhower, Sturzo ed altri) oppure personaggi allegorici (la Befana, La Giustizia ed altri). Dal numero 25 del 21 giugno 1952 del terzo anno di pubblicazione, nella vignetta Tartufo non avrà più interlocutori.
Una vignetta satirica di argomento politico delle dimensioni di 26x19 cm occupa il taglio alto della prima pagina di ogni fascicolo. Un articolo del direttore è sempre in prima pagina sulla prima colonna. In prima pagina in settima colonna come articolo di spalla è posta sempre la rubrica "Tiro a segno" di Pagliara. Sempre in prima pagina in posizione taglio medio si alternano sempre le rubriche "Cortina di ferro" e "Cronachette incatenate".  
Le altre rubriche più ricorrenti sono: Lettere al direttore, Ombre cinesi; Il tesoro sotto i piedi; Le liriche di Donna Eufenia; La casa dei matti; Distrarsi in aula; A Salerno l'opulenta; La gabbia dei matti; Ardia; Questo è il paese del sole; Specchio del tempo; "Cupolone" di Remo; "Tiro a segno"; Partita a scacchi; Il libro della settimana; Donne, donne...; Scampoli; Imputato, alzatevi; Versi; Enciclopedia 1951; Come lo so; Dagli Appennini alle Ande; Veneto Street; Il mondo in passerella: panoramica a rime stregate; Si vendono sogni; La cintura di castità; Aria di Settecolli; Er telegramma; Cortina di ferro; Poi dice i sogni; "La bottega degli scandali" di Arsenio; Battista il superpessimista; X=a; Donna Rosa-Donna Maria; Walter Lombardi presenta: Cannes; Nostalgia del vecchio Gagà; Cronachette incatenate; Pericolo in vista; Vendemmia; La penna d'oro; Saluto alla castagna; Donne e pellicce; "Arco Traiano" di G.P.; Salotto esistenzialista; Dizionario...sovistico; I versi.
Due vignette di Carcas sono poste all'ultima pagina di ogni fascicolo in alto alla destra e alla sinistra del nome della rivista. Le due vignette dialogano tra loro esponendo punti di vista contrastanti. Dal numero 1 del 5 gennaio 1952 del terzo anno di pubblicazione, le due vignette vengono sostituite da brevi considerazioni su eventi della vita politica.

## Autori
Gli autori delle vignette si firmano con questi nomi: D'Alma, Olen, Avgusto, Lucchini, Bozzi, Avcus, Illi, Caut, Bill, Bozzi, Kalabar, Clarito, Todini, Dipas, Novelli, Carcas, Fasma, E. Micheli, Mendini, Castellano. 
Gli autori delle rubriche sono: Walter Lombardi per "Lettere al direttore"; Cincinnato per articoli in quarta di copertina; Kio-Kio per Ombre cinesi; Ka per "Il moralistissimo"; Raffaele Schiavone per "La casa dei matti"; Rambaldo Galdieri per "Guida d'Italia"; Vanni e Gigi per "Iniezioni di calcio"; Pasquale Ruocco per "100 favole dello zoo", "Vendemmia", "Nostalgia del vecchio Gagà", "Saluto alla castagna", "Donne e pellicce", "Versi"; Fiorello per "Fiorello lo svagato"; T. Zanassi per "Imputato alzatevi" e "Scioperi al singhiozzo"; Tod per "Sogni".